# Proricanje
Proricanje ili gatanje (eng. divination, od lat. divinare; "predvidjeti Božjom voljom"), vještina upoznavanja volje bogova i predviđanja budućih događaja na osnovu "čitanja" različitih znakova.
Namjere bogova mogu ljudima biti nagoviještene vanjskim znacima ili neposredno, preko snova ili nadahnuća. Prvu grupu proricanja čine predkazivanja volje bogova na osnovu leta ili glasova ptica (ornitomantija), instinktivnih postupaka (npr. nehotično izgovorene riječi), bacanja kocki ili drugih vrsta objekata (kleromantika, astragalomantika), a posebno na osnovu promatranja utrobe žrtvovanih životinja, vatre na oltaru (epiromantika), nebeskih tijela (astrologija) ili vode (hidromantija). Drugoj grupi proricanja pripada otkrivanje božanske volje preko snova (oneiromancija), najčešće onih koji traže ozdravljenje u Asklepijevim svetilištima (inkubacija, ijatromantija) ili prikazivanjem sjenki pokojnika (nekromancija).

## Povijest
Proricanje je staro koliko čovječanstvo, a bilo je poznato u svim drevnim civilizacijama, poput egipatske, indijske, grčke i rimske.
U najranijim vremenima, proricanja su obavljali nadahnuti pojedinci koji su oglašavali volju ili želje bogova, a kasnije su tu ulogu preuzimala proročka svetišta.
Prodorom grčke civilizacije na Istok i stvaranjem mješovite grčko-orijentalne kulture, razne tehnike proricanja postale su veoma popularne. U Rimu su službeno priznavana jedino proricanja koja su obavljali državni magistrati ili svećenstvo, pa su zbog naglog širenja istočnjačkih metoda proricanja, osobito astrologije, poduzimane sankcije protiv vršitelja takvih praksi. Već od vremena Tiberija nezvanična prorokovanja smatrana su zločinom i kažnjavana su proterivanjem i oduzimanjem imovine. Usprkos zabranama, u Rimu su postojali i profesionalci, najčešće stranci s Orijenta, koji su se bavili isključivo astrologijom. Dioklecijan je najstrože zabranjivao ars matematica, tj. astrologiju, ali su tek dolaskom na vlast kršćanskih careva konačno ugušene sve vrste proricanja.
Tijekom srednjeg vijeka, metode proricanja korištene su i podučavane u tajnosti, ali su se od vremena križarskih ratova ponovno počele koristiti u javnosti.

## Metode proricanja
- Aeromancija, mantička disciplina koja proučava kretanje oblaka i ponašanje vjetrova.
- Astragalomancija, oblik proricanja pomoću kockica.
- Astrologija, metoda proricanja sudbine i događaja proučavanjem simboličkog međuutjecaja položaja i kretanja nebeskih tijela.
- Bibliomancija, vještina proricanja korištenjem Biblije.
- Čitanje runa, vještina proricanja putem tumačenja runa zapisanih na komadićima drveta ili kostiju.
- Geomancija, vještina proricanja pomoću znakova iscrtanih na zemlji ili pijesku.
- Hidromancija, metoda proricanja uz pomoć vode.
- Hiromantija, metoda proricanja sudbine i karaktera osobe iz praćenja rasporeda linija na dlanu ruke.
- Kartomancija, vještina proricanja sudbine pomoću karata, osobito tarot karata.
- Kristalomancija, metoda proricanja sudbine i događaja uz pomoć kristala.
- Nekromancija, prizivanje duša umrlih radi stjecanja spoznaja o prošlosti i budućnosti.
- Numerologija, predviđanje sudbine i karaktera pomoću simbolike brojeva (u imenu osobe, datumu rođenja i sl.).
- Oneiromancija, vještina proricanja budućnosti putem interpretacije snova.
- Piromancija, metoda gledanja u budućnost pomoću vatre.
- Taseografija,  vještina proricanja sudbine iz taloga kave ili listića čaja.